# Rothenfels (Rothenfels)
Rothenfels ist die Kernstadt von Rothenfels. Sie hat 368 Einwohner.

## Geographie
Rothenfels liegt zwischen Lohr am Main und Marktheidenfeld am rechten Ufer des Mains. Nachbargemarkungen sind Neustadt, Zimmern, Hafenlohr, Bergrothenfels und der Fürstlich Löwensteinsche Park.

## Religion
Rothenfels ist katholisch geprägt. Die Pfarrei Mariä Himmelfahrt (Pfarreiengemeinschaft St. Laurentius am Spessart, Marktheidenfeld) befindet sich im Dekanat Lohr.